# Alexandru, Prinț al Bulgariei
Alexandru de Battenberg (n. 5 aprilie 1857, Verona, Italia – d. 17 noiembrie 1893, Graz, Austro-Ungaria) a fost primul prinț (knyaz) al Bulgariei moderne și a domnit din 29 aprilie 1879 până în 7 septembrie 1886.

## Primii ani
Alexandru a fost al doilea fiu al Prințului Alexandru de Hesse și de Rin din căsătoria morganatică cu contesa Julia von Hauke. Contesa și descendenții ei au obținut titlul de Prințesă de Battenberg în 1858. Mătușa paternă a lui Alexandru, Maria de Hessa, s-a căsătorit cu Țarul Alexandru al II-lea al Rusiei. Mama lui Alexandru a fost fiica Contelui Moritz von Hauke.
A fost fratele mai mic al Prințului Louis de Battenberg și fratele mai mare al Prințului Henric de Battenberg și al Prințului Francis Joseph de Battenberg.

## Prinț al Bulgariei

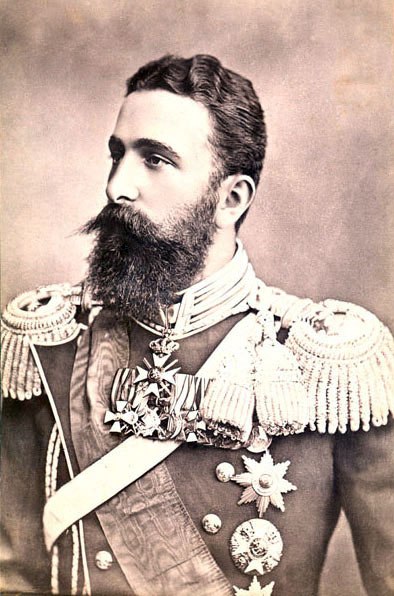
Alexandru I al Bulgariei

În copilărie și tinerețe, Alexandru a vizitat frecvent Sankt Petersburg și și-a însoțit unchiul, Țarul, care era foarte atașat de el, în campania din Bulgaria din 1877. Când, în conformitate cu Tratatul de la Berlin (1878), Bulgaria a devenit principat autonom sub suzeranitatea Imperiului Otoman, Țarul l-a recomandat pe nepotul său drept candidat pentru noul tron iar Marea Adunare Națională l-a ales în unanimitate pe Prințul Alexandru drept Prinț al Bulgariei (29 aprilie 1879).
Înainte de a ajunge în Bulgaria, Prințul Alexandru a efectuat vizite Țarului la Livadia, curților marilor puteri și sultanului; o navă de război rusă l-a transportat apoi la Varna, și, după depunerea jurământului pe noua constituție la Târnovo (8 iulie 1879) a plecat la Sofia. Pe tot traseul oamenii l-au salutat cu imens entuziasm. 
Noul domn nu a avut nici o pregătire anterioară în guvernare și s-a confruntat cu o serie de probleme. S-a găsit prins între reprezentanții oficiali ai Rusiei, care voiau ca el să se comporte ca un roi fainéant și politicienii bulgari care cu certurile și violența lor au amenințat stabilitatea din Bulgaria.
După încercarea de a guverna în aceste condiții, timp de aproape doi ani, Prințul, cu acordul Țarului rus, și-a asumat puterea absolută după ce a suspendat Constituția (9 mai 1881). O adunare convocată special a votat la 13 iulie 1881 pentru suspendarea constituției ultra-democratice pentru o perioadă de șapte ani. Totuși, experimentul s-a dovedit fără succes, lovitura de stat monarhică a înfuriat politicienii bulgari liberali și radicali și puterea reală a trecut în mâinile a doi generali ruși, Sobolev și Kaulbars, special expediați în acest scop de la Sankt Petersburg.
Prințul, după ce a încercat în van rechemarea generalilor, a restaurat constituția cu concursul tuturor politicienilor bulgari (19 septembrie 1883). 
Revoluția de la Plovdiv (18 septembrie 1885), care a dus la unirea Rumeliei orientale cu Bulgaria, a avut loc cu acordul lui Alexandru care și-a asumat guvernarea provinciei. Acest act a fost primit cu ostilitate de Rusia. Țarul Alexandru al III-lea i-a ordonat ministrului rus de externe, Nikolai Karlovici Giers, să protesteze oficial împotriva încălcării de către Bulgaria a tratatului de la Berlin.

În anul următor, Prințul a dat dovadă de abilități militare și diplomatice. A mobilizat armata bulgară, acum lipsită de ofițeri ruși, pentru a rezista invaziei sârbe și după victoria de la Slivnitza (19 noiembrie) l-a urmărit pe regele Milan al Serbiei până la Pirot. Deși intervenția Austriei a protejat Serbia de consecințele înfrângerii, succesul Prințului Alexandru a pecetluit unirea cu Rumelia orientală. Bucureștiul a fost ales ca loc al tratativelor de pace datorită neutralității păstrate de guvernul român și implicării sale cu ajutoare umanitare. Pacea de la București poate fi considerată, astfel, un succes al diplomației române. Tratatul de pace s-a încheiat la 19 februarie/3 martie 1886. 
După lungi negocieri cu sultanul Abdul Hamid al II-lea acesta l-a numit pe Prințul Bulgariei guvernator-general al provinciei pentru cinci ani (5 aprilie 1886).

## Pierderea tronului

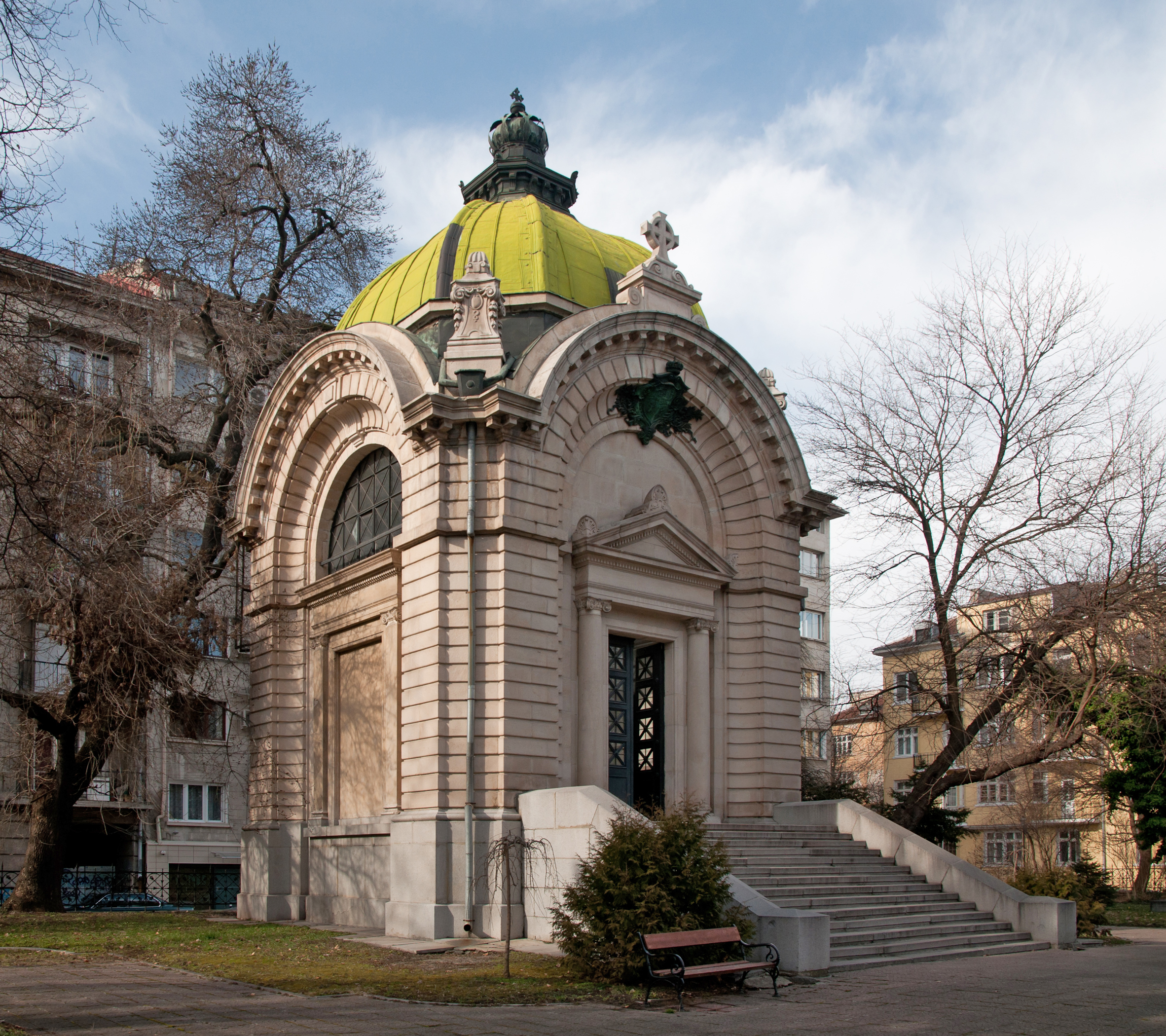
Mausoleul Battenberg din Sofia

Acest aranjament i-a scăzut mult din popularitatea în rândul bulgarilor în timp ce nemulțumirile au început să crească în rândul ofițerilor care se considerau nedreptățiți în distribuirea recompenselor după încheierea campaniei.
S-a format un complot militar iar în noaptea de 20 august 1886 conspiratorii l-au obligat pe Prinț în palatul său din Sofia să semneze abdicarea. Apoi l-au transportat la Reni și l-au predat autorităților ruse care i-au permis să plece la Lemberg. El a revenit repede în Bulgaria ca rezultat al succesului contra-revoluției condusă de Stefan Stambolov care a răsturnat guvernul provizoriu stabilit de partidul rus de la Sofia. Poziția lui, totuși, a devenit instabilă.
Atitudinea lui Bismarck, care în colaborare cu guvernele Rusiei și Austriei, i-a interzis să pedepsească liderii conspirației militare, de asemenea a subminat poziția lui Alexandru. El a emis un manifest demisionar și a părăsit Bulgaria la 8 septembrie 1886.

## Ultimii ani
Alexandru s-a retras în viața privată. Câțiva ani mai târziu s-a căsătorit cu actrița Johanna Loisinger și a luat numele de Contele von Hartenau (6 februarie 1889). Din căsătorie au rezultat un fiu și o fiică. Ultimii ani ai vieții i-a petrecut în principal la Graz unde a deținut comanda în armata austriacă și unde a murit la 23 octombrie 1893 la vârsta de 36 de ani.
Rămășițele sale, aduse la Sofia, au primit o înmormântare publică acolo, într-un mausoleu ridicat în memoria lui.